# Maine-et-Loire
Maine-et-Loire je francouzský departement ležící v regionu Pays de la Loire. Název pochází od řek Maine a Loiry, případně od řeky Mayenne v dřívějším názvu Mayenne-et-Loire. Departement zhruba odpovídá historické provincii Anjou. Hlavní město je Angers.

## Historie
Maine-et-Loire je jedním z 83 původních departementů, založených během francouzské revoluce roku 1790.

## Geografie

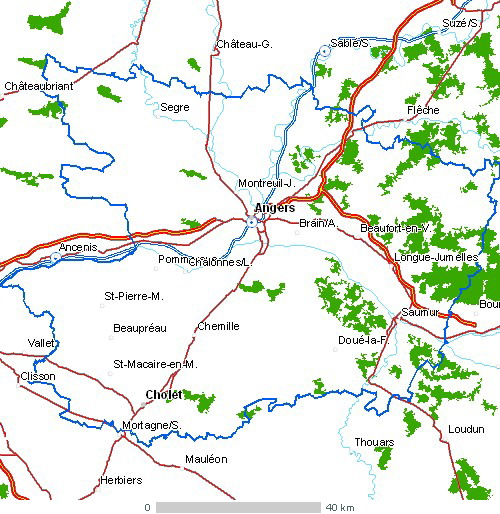
Mapa

### Arrondisementy
- Angers
- Cholet
- Saumur
- Segré

### Okolní departementy
| Růžice kompasu | Ille-et-Vilaine  | Mayenne        | Sarthe         | Růžice kompasu |
| Růžice kompasu | Loire-Atlantique | Sever          | Indre-et-Loire | Růžice kompasu |
| Růžice kompasu | Loire-Atlantique | Maine-et-Loire | Indre-et-Loire | Růžice kompasu |
| Růžice kompasu | Loire-Atlantique | Jih            | Indre-et-Loire | Růžice kompasu |
| Růžice kompasu | Vendée           | Deux-Sèvres    | Vienne         | Růžice kompasu |